# II liga argentyńska w piłce nożnej (2007/2008)
Primera B Nacional 2007/2008
Mistrzem drugiej ligi argentyńskiej został klub San Martín Tucumán, natomiast wicemistrzem - klub Godoy Cruz Antonio Tomba.
Drugą ligę argentyńską po sezonie 2007/08 opuściły następujące kluby
| Klub                         | Przyczyna                                            |
| ---------------------------- | ---------------------------------------------------- |
| San Martín Tucumán           | Awans do I ligi (mistrz II ligi)                     |
| Godoy Cruz Antonio Tomba     | Awans do I ligi (wicemistrz II ligi)                 |
| Nueva Chicago Buenos Aires   | Spadek do III ligi (przegrany baraż)                 |
| Ben Hur Rafaela              | Spadek do III ligi (przedostatni w tabeli spadkowej) |
| Almirante Brown Buenos Aires | Spadek do III ligi (ostatni w tabeli spadkowej)      |

Do drugiej ligi argentyńskiej po sezonie 2007/08 przybyły następujące kluby
| Klub                   | Przyczyna                                         |
| ---------------------- | ------------------------------------------------- |
| Olimpo Bahía Blanca    | Spadek z I ligi (przedostatni w tabeli spadkowej) |
| San Martín San Juan    | Spadek z I ligi (ostatni w tabeli spadkowej)      |
| CA All Boys            | Awans z III ligi (mistrz Primera C Metropolitana) |
| Atlético Tucumán       | Awans z III ligi (mistrz Torneo Argentino A)      |
| Los Andes Buenos Aires | Awans z III ligi (zwycięski baraż)                |

## Primera B Nacional
W sezonie 2007/08 zniesiony został obowiązujący dotychczas podział sezonu na turnieje Apertura i Clausura - rozgrywki przeprowadzono systemem każdy z każdym mecz i rewanż.

### Kolejka 1
| Data             | Mecz |
| ---------------- | --- |
| 9 sierpnia 2008  | Instituto Córdoba - Chacarita Juniors 1:1                                                                         |
| 11 sierpnia 2008 | Defensa y Justicia Buenos Aires - Godoy Cruz Antonio Tomba 1:1                                                    |
| 11 sierpnia 2008 | Nueva Chicago Buenos Aires - Atlético Rafaela 1:1 mecz rozegrany został na stadionie klubu CA Huracán             |
| 11 sierpnia 2008 | CA Argentino de Quilmes - CAI Comodoro Rivadavia 2:0                                                              |
| 11 sierpnia 2008 | Independiente Rivadavia Mendoza - Tiro Federal Rosario 1:0                                                        |
| 11 sierpnia 2008 | Talleres Córdoba - CA Platense 2:4                                                                                |
| 12 sierpnia 2008 | Aldosivi Mar del Plata - Almagro Buenos Aires 1:0                                                                 |
| 12 sierpnia 2008 | San Martín Tucumán - Unión Santa Fe 1:0                                                                           |
| 13 sierpnia 2008 | Almirante Brown Buenos Aires - Belgrano Córdoba 1:1 mecz rozegrany został na stadionie klubu Almagro Buenos Aires |
| 19 września 2008 | Ben Hur Rafaela - Ferro Carril Oeste 2:2                                                                          |

### Kolejka 2
| Data             | Mecz |
| ---------------- | --- |
| 16 sierpnia 2008 | Atlético Rafaela - Defensa y Justicia Buenos Aires 2:0                                                           |
| 18 sierpnia 2008 | Aldosivi Mar del Plata - Instituto Córdoba 0:0                                                                   |
| 18 sierpnia 2008 | Almagro Buenos Aires - Talleres Córdoba 1:1 mecz rozegrany został na stadionie klubu Tristán Suárez Buenos Aires |
| 18 sierpnia 2008 | Tiro Federal Rosario - Ben Hur Rafaela 0:1                                                                       |
| 18 sierpnia 2008 | Belgrano Córdoba - Chacarita Juniors 1:0                                                                         |
| 18 sierpnia 2008 | Godoy Cruz Antonio Tomba - Almirante Brown Buenos Aires 3:2                                                      |
| 18 sierpnia 2008 | CA Platense - Independiente Rivadavia Mendoza 1:1                                                                |
| 19 sierpnia 2008 | CAI Comodoro Rivadavia - San Martín Tucumán 0:0                                                                  |
| 19 sierpnia 2008 | Unión Santa Fe - Nueva Chicago Buenos Aires 1:0                                                                  |
| 20 sierpnia 2008 | Ferro Carril Oeste - CA Argentino de Quilmes 1:0                                                                 |

### Kolejka 3
| Data             | Mecz |
| ---------------- | --- |
| 23 sierpnia 2008 | Ben Hur Rafaela - CA Platense 1:1                                                                                         |
| 24 sierpnia 2008 | Chacarita Juniors - Godoy Cruz Antonio Tomba 3:2 mecz rozegrany został na stadionie klubu Argentinos Juniors Buenos Aires |
| 25 sierpnia 2008 | Instituto Córdoba - Belgrano Córdoba 1:3                                                                                  |
| 25 sierpnia 2008 | Defensa y Justicia Buenos Aires - Unión Santa Fe 2:3                                                                      |
| 25 sierpnia 2008 | San Martín Tucumán - Ferro Carril Oeste 1:1                                                                               |
| 25 sierpnia 2008 | Independiente Rivadavia Mendoza - Almagro Buenos Aires 0:0                                                                |
| 26 sierpnia 2008 | Almirante Brown Buenos Aires - Atlético Rafaela 1:1 mecz rozegrany został na stadionie klubu Almagro Buenos Aires         |
| 26 sierpnia 2008 | CA Argentino de Quilmes - Tiro Federal Rosario 0:0                                                                        |
| 26 sierpnia 2008 | Talleres Córdoba - Aldosivi Mar del Plata 2:1                                                                             |
| 27 sierpnia 2008 | Nueva Chicago Buenos Aires - CAI Comodoro Rivadavia 2:1 mecz rozegrany został na stadionie klubu Ferro Carril Oeste       |

### Kolejka 4
| Data             | Mecz |
| ---------------- | --- |
| 30 sierpnia 2008 | Unión Santa Fe - Almirante Brown Buenos Aires 1:1                                                               |
| 31 sierpnia 2008 | Talleres Córdoba - Instituto Córdoba 2:0                                                                        |
| 31 sierpnia 2008 | Atlético Rafaela - Chacarita Juniors 2:0                                                                        |
| 1 września 2008  | Aldosivi Mar del Plata - Independiente Rivadavia Mendoza 4:0                                                    |
| 1 września 2008  | Almagro Buenos Aires - Ben Hur Rafaela 3:2 mecz rozegrany został na stadionie klubu Tristán Suárez Buenos Aires |
| 1 września 2008  | Tiro Federal Rosario - San Martín Tucumán 1:0                                                                   |
| 1 września 2008  | Ferro Carril Oeste - Nueva Chicago Buenos Aires 1:0                                                             |
| 1 września 2008  | Godoy Cruz Antonio Tomba - Belgrano Córdoba 1:0                                                                 |
| 2 września 2008  | CAI Comodoro Rivadavia - Defensa y Justicia Buenos Aires 0:1                                                    |
| 3 września 2008  | CA Platense - CA Argentino de Quilmes 1:1                                                                       |

### Kolejka 5
| Data             | Mecz |
| ---------------- | --- |
| 6 września 2008  | Independiente Rivadavia Mendoza - Talleres Córdoba 2:1                                                                            |
| 8 września 2008  | Instituto Córdoba - Godoy Cruz Antonio Tomba 0:2                                                                                  |
| 8 września 2008  | Chacarita Juniors - Unión Santa Fe 1:0 mecz rozegrany został na stadionie klubu Argentinos Juniors Buenos Aires                   |
| 8 września 2008  | CA Argentino de Quilmes - Almagro Buenos Aires 5:0                                                                                |
| 8 września 2008  | Ben Hur Rafaela - Aldosivi Mar del Plata 0:0                                                                                      |
| 9 września 2008  | Almirante Brown Buenos Aires - CAI Comodoro Rivadavia 3:0 mecz rozegrany został na stadionie klubu Sportivo Italiano Buenos Aires |
| 9 września 2008  | Belgrano Córdoba - Atlético Rafaela 2:0                                                                                           |
| 9 września 2008  | Defensa y Justicia Buenos Aires - Ferro Carril Oeste 1:0                                                                          |
| 10 września 2008 | Nueva Chicago Buenos Aires - Tiro Federal Rosario 1:0 mecz rozegrany został na stadionie klubu Ferro Carril Oeste                 |
| 10 września 2008 | San Martín Tucumán - CA Platense 2:2                                                                                              |

### Kolejka 6
| Data             | Mecz                                                       |
| ---------------- | ---------------------------------------------------------- |
| 13 września 2008 | Talleres Córdoba - Ben Hur Rafaela 3:1                     |
| 14 września 2008 | Ferro Carril Oeste - Almirante Brown Buenos Aires 0:0      |
| 15 września 2008 | Independiente Rivadavia Mendoza - Instituto Córdoba 1:1    |
| 15 września 2008 | Aldosivi Mar del Plata - CA Argentino de Quilmes 0:0       |
| 15 września 2008 | Almagro Buenos Aires - San Martín Tucumán 1:4              |
| 15 września 2008 | CA Platense - Nueva Chicago Buenos Aires 3:3               |
| 15 września 2008 | Tiro Federal Rosario - Defensa y Justicia Buenos Aires 1:2 |
| 15 września 2008 | CAI Comodoro Rivadavia - Chacarita Juniors 1:3             |
| 16 września 2008 | Unión Santa Fe - Belgrano Córdoba 1:0                      |
| 16 września 2008 | Atlético Rafaela - Godoy Cruz Antonio Tomba 1:0            |

### Kolejka 7
| Data             | Mecz |
| ---------------- | --- |
| 20 września 2008 | Nueva Chicago Buenos Aires - Almagro Buenos Aires 0:1 mecz rozegrany został na stadionie klubu Ferro Carril Oeste               |
| 22 września 2008 | Instituto Córdoba - Atlético Rafaela 0:0                                                                                        |
| 22 września 2008 | Godoy Cruz Antonio Tomba - Unión Santa Fe 0:1                                                                                   |
| 22 września 2008 | Defensa y Justicia Buenos Aires - CA Platense 0:2                                                                               |
| 22 września 2008 | CA Argentino de Quilmes - Talleres Córdoba 1:0                                                                                  |
| 23 września 2008 | Belgrano Córdoba - CAI Comodoro Rivadavia 3:0                                                                                   |
| 23 września 2008 | Almirante Brown Buenos Aires - Tiro Federal Rosario 0:1 mecz rozegrany został na stadionie klubu Sportivo Italiano Buenos Aires |
| 23 września 2008 | San Martín Tucumán - Aldosivi Mar del Plata 1:0                                                                                 |
| 24 września 2008 | Chacarita Juniors - Ferro Carril Oeste 1:1 mecz rozegrany został na stadionie klubu Argentinos Juniors Buenos Aires             |
| 24 września 2008 | Ben Hur Rafaela - Independiente Rivadavia Mendoza 0:1                                                                           |

### Kolejka 8
| Data                | Mecz                                                          |
| ------------------- | ------------------------------------------------------------- |
| 27 września 2008    | CA Platense - Almirante Brown Buenos Aires 0:1                |
| 29 września 2008    | Ben Hur Rafaela - Instituto Córdoba 0:1                       |
| 29 września 2008    | Aldosivi Mar del Plata - Nueva Chicago Buenos Aires 2:2       |
| 29 września 2008    | Almagro Buenos Aires - Defensa y Justicia Buenos Aires 0:0    |
| 29 września 2008    | Tiro Federal Rosario - Chacarita Juniors 3:0                  |
| 29 września 2008    | Ferro Carril Oeste - Belgrano Córdoba 0:0                     |
| 29 września 2008    | CAI Comodoro Rivadavia - Godoy Cruz Antonio Tomba 1:0         |
| 30 września 2008    | Unión Santa Fe - Atlético Rafaela 0:1                         |
| 30 września 2008    | Talleres Córdoba - San Martín Tucumán 1:1                     |
| 1 października 2008 | Independiente Rivadavia Mendoza - CA Argentino de Quilmes 1:2 |

### Kolejka 9
| Data                | Mecz |
| ------------------- | --- |
| 4 października 2008 | Godoy Cruz Antonio Tomba - Ferro Carril Oeste 3:2                                                                               |
| 5 października 2008 | Atlético Rafaela - CAI Comodoro Rivadavia 1:2                                                                                   |
| 6 października 2008 | Instituto Córdoba - Unión Santa Fe 2:1                                                                                          |
| 6 października 2008 | Chacarita Juniors - CA Platense 1:1 mecz rozegrany został na stadionie klubu Argentinos Juniors Buenos Aires                    |
| 6 października 2008 | Almirante Brown Buenos Aires - Almagro Buenos Aires 2:0 mecz rozegrany został na stadionie klubu Sportivo Italiano Buenos Aires |
| 6 października 2008 | Defensa y Justicia Buenos Aires - Aldosivi Mar del Plata 2:1                                                                    |
| 6 października 2008 | Nueva Chicago Buenos Aires - Talleres Córdoba 1:1 mecz rozegrany został na stadionie klubu Ferro Carril Oeste                   |
| 7 października 2008 | Belgrano Córdoba - Tiro Federal Rosario 1:0                                                                                     |
| 7 października 2008 | San Martín Tucumán - Independiente Rivadavia Mendoza 1:0                                                                        |
| 8 października 2008 | CA Argentino de Quilmes - Ben Hur Rafaela 1:1                                                                                   |

### Kolejka 10
| Data                 | Mecz |
| -------------------- | --- |
| 11 października 2008 | Ferro Carril Oeste - Atlético Rafaela 4:2 mecz rozegrany został na stadionie klubu Argentinos Juniors Buenos Aires                                 |
| 12 października 2008 | Ben Hur Rafaela - San Martín Tucumán 0:1 |
| 12 października 2008 | Talleres Córdoba - Defensa y Justicia Buenos Aires 2:0                                                                                             |
| 14 października 2008 | CA Argentino de Quilmes - Instituto Córdoba 2:0 |
| 14 października 2008 | Independiente Rivadavia Mendoza - Nueva Chicago Buenos Aires mecz przerwany po zakończeniu pierwszej połowy przy stanie 0:0 - dokończony 6 grudnia |
| 14 października 2008 | Aldosivi Mar del Plata - Almirante Brown Buenos Aires 1:0                                                                                          |
| 14 października 2008 | CA Platense - Belgrano Córdoba 1:1 |
| 14 października 2008 | Tiro Federal Rosario - Godoy Cruz Antonio Tomba 0:2                                                                                                |
| 14 października 2008 | CAI Comodoro Rivadavia - Unión Santa Fe 2:2 |
| 15 października 2008 | Almagro Buenos Aires - Chacarita Juniors 0:1 |
| 6 grudnia 2008       | Independiente Rivadavia Mendoza - Nueva Chicago Buenos Aires 1:0 dokończenie brakujących 45 minut meczu z 14 października                          |

### Kolejka 11
| Data                 | Mecz |
| -------------------- | --- |
| 18 października 2008 | San Martín Tucumán - CA Argentino de Quilmes 1:0                                                                            |
| 19 października 2008 | Instituto Córdoba - CAI Comodoro Rivadavia 1:3                                                                              |
| 20 października 2008 | Godoy Cruz Antonio Tomba - CA Platense 1:1                                                                                  |
| 20 października 2008 | Belgrano Córdoba - Almagro Buenos Aires 2:0                                                                                 |
| 20 października 2008 | Almirante Brown Buenos Aires - Talleres Córdoba 4:0 mecz rozegrany został na stadionie klubu Sportivo Italiano Buenos Aires |
| 20 października 2008 | Defensa y Justicia Buenos Aires - Independiente Rivadavia Mendoza 0:1                                                       |
| 20 października 2008 | Nueva Chicago Buenos Aires - Ben Hur Rafaela 1:0 mecz rozegrany został na stadionie klubu San Lorenzo de Almagro            |
| 21 października 2008 | Unión Santa Fe - Ferro Carril Oeste 4:3                                                                                     |
| 21 października 2008 | Atlético Rafaela - Tiro Federal Rosario 1:1                                                                                 |
| 21 października 2008 | Chacarita Juniors - Aldosivi Mar del Plata 0:0 mecz rozegrany został na stadionie klubu Argentinos Juniors Buenos Aires     |

### Kolejka 12
| Data                 | Mecz |
| -------------------- | --- |
| 25 października 2008 | CA Platense - Atlético Rafaela 2:0                                                                                   |
| 26 października 2008 | Almagro Buenos Aires - Godoy Cruz Antonio Tomba 3:2                                                                  |
| 26 października 2008 | San Martín Tucumán - Instituto Córdoba 2:0                                                                           |
| 26 października 2008 | CA Argentino de Quilmes - Nueva Chicago Buenos Aires 1:3                                                             |
| 26 października 2008 | Ben Hur Rafaela - Defensa y Justicia Buenos Aires 0:0                                                                |
| 26 października 2008 | Independiente Rivadavia Mendoza - Almirante Brown Buenos Aires 1:2                                                   |
| 26 października 2008 | Aldosivi Mar del Plata - Belgrano Córdoba 2:0                                                                        |
| 26 października 2008 | Tiro Federal Rosario - Unión Santa Fe 1:2                                                                            |
| 26 października 2008 | Ferro Carril Oeste - CAI Comodoro Rivadavia 1:0 mecz rozegrany został na stadionie klubu Social Español Buenos Aires |
| 29 października 2008 | Talleres Córdoba - Chacarita Juniors 1:2                                                                             |

### Kolejka 13
| Data             | Mecz |
| ---------------- | --- |
| 1 listopada 2008 | Nueva Chicago Buenos Aires - San Martín Tucumán 1:0 mecz rozegrany został na stadionie klubu Argentinos Juniors Buenos Aires     |
| 2 listopada 2008 | Instituto Córdoba - Ferro Carril Oeste 3:1                                                                                       |
| 2 listopada 2008 | Atlético Rafaela - Almagro Buenos Aires 2:1                                                                                      |
| 2 listopada 2008 | Godoy Cruz Antonio Tomba - Aldosivi Mar del Plata 2:1                                                                            |
| 3 listopada 2008 | CAI Comodoro Rivadavia - Tiro Federal Rosario 1:1                                                                                |
| 3 listopada 2008 | Chacarita Juniors - Independiente Rivadavia Mendoza 1:0 mecz rozegrany został na stadionie klubu Argentinos Juniors Buenos Aires |
| 3 listopada 2008 | Belgrano Córdoba - Talleres Córdoba 0:1                                                                                          |
| 3 listopada 2008 | Almirante Brown Buenos Aires - Ben Hur Rafaela 3:0                                                                               |
| 3 listopada 2008 | Defensa y Justicia Buenos Aires - CA Argentino de Quilmes 1:1                                                                    |
| 4 listopada 2008 | Unión Santa Fe - CA Platense 1:1                                                                                                 |

### Kolejka 14
| Data              | Mecz |
| ----------------- | --- |
| 8 listopada 2008  | San Martín Tucumán - Defensa y Justicia Buenos Aires 1:0                                                                |
| 9 listopada 2008  | Ben Hur Rafaela - Chacarita Juniors 0:0                                                                                 |
| 10 listopada 2008 | Nueva Chicago Buenos Aires - Instituto Córdoba 2:0 mecz rozegrany został na stadionie klubu Social Español Buenos Aires |
| 10 listopada 2008 | Independiente Rivadavia Mendoza - Belgrano Córdoba 7:0                                                                  |
| 10 listopada 2008 | Almagro Buenos Aires - Unión Santa Fe 1:0                                                                               |
| 10 listopada 2008 | Tiro Federal Rosario - Ferro Carril Oeste 1:0                                                                           |
| 10 listopada 2008 | CA Argentino de Quilmes - Almirante Brown Buenos Aires 2:0                                                              |
| 10 listopada 2008 | Aldosivi Mar del Plata - Atlético Rafaela 2:0                                                                           |
| 11 listopada 2008 | Talleres Córdoba - Godoy Cruz Antonio Tomba 3:2                                                                         |
| 11 listopada 2008 | CA Platense - CAI Comodoro Rivadavia 2:1                                                                                |

### Kolejka 15
| Data              | Mecz |
| ----------------- | --- |
| 15 listopada 2008 | Chacarita Juniors - CA Argentino de Quilmes 0:1 mecz rozegrany został na stadionie klubu Argentinos Juniors Buenos Aires |
| 16 listopada 2008 | Instituto Córdoba - Tiro Federal Rosario 0:0                                                                             |
| 16 listopada 2008 | Ferro Carril Oeste - CA Platense 2:0                                                                                     |
| 16 listopada 2008 | Belgrano Córdoba - Ben Hur Rafaela 0:2                                                                                   |
| 18 listopada 2008 | CAI Comodoro Rivadavia - Almagro Buenos Aires 1:1                                                                        |
| 18 listopada 2008 | Unión Santa Fe - Aldosivi Mar del Plata 2:2                                                                              |
| 18 listopada 2008 | Godoy Cruz Antonio Tomba - Independiente Rivadavia Mendoza 3:2                                                           |
| 18 listopada 2008 | Almirante Brown Buenos Aires - San Martín Tucumán 2:0                                                                    |
| 18 listopada 2008 | Defensa y Justicia Buenos Aires - Nueva Chicago Buenos Aires 1:1                                                         |
| 19 listopada 2008 | Atlético Rafaela - Talleres Córdoba 2:1                                                                                  |

### Kolejka 16
| Data              | Mecz |
| ----------------- | --- |
| 22 listopada 2008 | Aldosivi Mar del Plata - CAI Comodoro Rivadavia 2:3                                                                       |
| 22 listopada 2008 | San Martín Tucumán - Chacarita Juniors 1:1                                                                                |
| 23 listopada 2008 | CA Argentino de Quilmes - Belgrano Córdoba 2:1                                                                            |
| 23 listopada 2008 | Ben Hur Rafaela - Godoy Cruz Antonio Tomba 1:2                                                                            |
| 23 listopada 2008 | Almagro Buenos Aires - Ferro Carril Oeste 1:1                                                                             |
| 23 listopada 2008 | Independiente Rivadavia Mendoza - Atlético Rafaela 0:0                                                                    |
| 23 listopada 2008 | Talleres Córdoba - Unión Santa Fe 2:2                                                                                     |
| 23 listopada 2008 | CA Platense - Tiro Federal Rosario 0:3                                                                                    |
| 24 listopada 2008 | Defensa y Justicia Buenos Aires - Instituto Córdoba 2:1                                                                   |
| 24 listopada 2008 | Nueva Chicago Buenos Aires - Almirante Brown Buenos Aires 2:0 mecz rozegrany został na stadionie klubu Ferro Carril Oeste |

### Kolejka 17
| Data              | Mecz |
| ----------------- | --- |
| 24 listopada 2008 | Instituto Córdoba - CA Platense 0:0                                                                                         |
| 24 listopada 2008 | Tiro Federal Rosario - Almagro Buenos Aires 1:0                                                                             |
| 24 listopada 2008 | Ferro Carril Oeste - Aldosivi Mar del Plata 4:2                                                                             |
| 24 listopada 2008 | CAI Comodoro Rivadavia - Talleres Córdoba 2:0                                                                               |
| 24 listopada 2008 | Unión Santa Fe - Independiente Rivadavia Mendoza 3:1                                                                        |
| 24 listopada 2008 | Atlético Rafaela - Ben Hur Rafaela 2:2                                                                                      |
| 24 listopada 2008 | Godoy Cruz Antonio Tomba - CA Argentino de Quilmes 2:1                                                                      |
| 24 listopada 2008 | Belgrano Córdoba - San Martín Tucumán 2:3                                                                                   |
| 24 listopada 2008 | Chacarita Juniors - Nueva Chicago Buenos Aires 6:2 mecz rozegrany został na stadionie klubu Argentinos Juniors Buenos Aires |
| 24 listopada 2008 | Almirante Brown Buenos Aires - Defensa y Justicia Buenos Aires 3:0                                                          |

### Kolejka 18
| Data           | Mecz |
| -------------- | --- |
| 1 grudnia 2008 | Defensa y Justicia Buenos Aires - Chacarita Juniors 1:2                                                       |
| 1 grudnia 2008 | Nueva Chicago Buenos Aires - Belgrano Córdoba 1:3 mecz rozegrany został na stadionie klubu Ferro Carril Oeste |
| 1 grudnia 2008 | CA Argentino de Quilmes - Atlético Rafaela 1:0                                                                |
| 1 grudnia 2008 | Ben Hur Rafaela - Unión Santa Fe 1:0                                                                          |
| 1 grudnia 2008 | Talleres Córdoba - Ferro Carril Oeste 1:1                                                                     |
| 2 grudnia 2008 | Almirante Brown Buenos Aires - Instituto Córdoba 3:0                                                          |
| 2 grudnia 2008 | Independiente Rivadavia Mendoza - CAI Comodoro Rivadavia 3:4                                                  |
| 2 grudnia 2008 | Aldosivi Mar del Plata - Tiro Federal Rosario 1:0                                                             |
| 3 grudnia 2008 | Almagro Buenos Aires - CA Platense 2:0                                                                        |
| 3 grudnia 2008 | San Martín Tucumán - Godoy Cruz Antonio Tomba 2:1                                                             |

### Kolejka 19
| Data            | Mecz |
| --------------- | --- |
| 6 grudnia 2008  | Unión Santa Fe - CA Argentino de Quilmes 1:1                                                                                  |
| 7 grudnia 2008  | Belgrano Córdoba - Defensa y Justicia Buenos Aires 3:0                                                                        |
| 8 grudnia 2008  | CA Platense - Aldosivi Mar del Plata 1:0                                                                                      |
| 8 grudnia 2008  | Tiro Federal Rosario - Talleres Córdoba 2:0                                                                                   |
| 8 grudnia 2008  | Chacarita Juniors - Almirante Brown Buenos Aires 3:1 mecz rozegrany został na stadionie klubu Argentinos Juniors Buenos Aires |
| 8 grudnia 2008  | Instituto Córdoba - Almagro Buenos Aires 1:0                                                                                  |
| 9 grudnia 2008  | CAI Comodoro Rivadavia - Ben Hur Rafaela 3:0                                                                                  |
| 9 grudnia 2008  | Atlético Rafaela - San Martín Tucumán 1:0                                                                                     |
| 11 grudnia 2008 | Godoy Cruz Antonio Tomba - Nueva Chicago Buenos Aires 0:2                                                                     |
| 28 lutego 2008  | Ferro Carril Oeste - Independiente Rivadavia Mendoza 1:1                                                                      |

### Kolejka 20
| Data           | Mecz |
| -------------- | --- |
| 7 lutego 2008  | Unión Santa Fe - San Martín Tucumán 2:0                                                                            |
| 8 lutego 2008  | Godoy Cruz Antonio Tomba - Defensa y Justicia Buenos Aires 2:0                                                     |
| 8 lutego 2008  | Atlético Rafaela - Nueva Chicago Buenos Aires 3:2                                                                  |
| 9 lutego 2008  | Chacarita Juniors - Instituto Córdoba 1:1 mecz rozegrany został na stadionie klubu Argentinos Juniors Buenos Aires |
| 9 lutego 2008  | Ferro Carril Oeste - Ben Hur Rafaela 2:1                                                                           |
| 9 lutego 2008  | Tiro Federal Rosario - Independiente Rivadavia Mendoza 2:1                                                         |
| 9 lutego 2008  | Almagro Buenos Aires - Aldosivi Mar del Plata 1:0                                                                  |
| 10 lutego 2008 | Belgrano Córdoba - Almirante Brown Buenos Aires 2:0                                                                |
| 10 lutego 2008 | CAI Comodoro Rivadavia - CA Argentino de Quilmes 0:0                                                               |
| 11 lutego 2008 | CA Platense - Talleres Córdoba 2:3                                                                                 |

### Kolejka 21
| Data           | Mecz |
| -------------- | --- |
| 14 lutego 2008 | Nueva Chicago Buenos Aires - Unión Santa Fe 1:0 mecz rozegrany został na stadionie klubu Argentinos Juniors Buenos Aires |
| 15 lutego 2008 | Instituto Córdoba - Aldosivi Mar del Plata 1:0                                                                           |
| 15 lutego 2008 | Ben Hur Rafaela - Tiro Federal Rosario 1:0                                                                               |
| 16 lutego 2008 | Talleres Córdoba - Almagro Buenos Aires 4:3                                                                              |
| 16 lutego 2008 | Independiente Rivadavia Mendoza - CA Platense 4:0                                                                        |
| 16 lutego 2008 | CA Argentino de Quilmes - Ferro Carril Oeste 2:0                                                                         |
| 16 lutego 2008 | Defensa y Justicia Buenos Aires - Atlético Rafaela 2:2                                                                   |
| 16 lutego 2008 | Almirante Brown Buenos Aires - Godoy Cruz Antonio Tomba 0:0                                                              |
| 17 lutego 2008 | San Martín Tucumán - CAI Comodoro Rivadavia 4:0                                                                          |
| 18 lutego 2008 | Chacarita Juniors - Belgrano Córdoba 1:2 mecz rozegrany został na stadionie klubu Argentinos Juniors Buenos Aires        |

### Kolejka 22
| Data           | Mecz |
| -------------- | --- |
| 21 lutego 2008 | Tiro Federal Rosario - CA Argentino de Quilmes 1:1 mecz rozegrany został na stadionie klubu Newell's Old Boys Rosario |
| 22 lutego 2008 | Atlético Rafaela - Almirante Brown Buenos Aires 1:2                                                                   |
| 22 lutego 2008 | Unión Santa Fe - Defensa y Justicia Buenos Aires 3:0                                                                  |
| 23 lutego 2008 | Belgrano Córdoba - Instituto Córdoba 2:2                                                                              |
| 23 lutego 2008 | Godoy Cruz Antonio Tomba - Chacarita Juniors 3:1                                                                      |
| 23 lutego 2008 | CA Platense - Ben Hur Rafaela 0:1                                                                                     |
| 23 lutego 2008 | Almagro Buenos Aires - Independiente Rivadavia Mendoza 3:2                                                            |
| 23 lutego 2008 | Aldosivi Mar del Plata - Talleres Córdoba 4:2                                                                         |
| 24 lutego 2008 | CAI Comodoro Rivadavia - Nueva Chicago Buenos Aires 3:0                                                               |
| 25 lutego 2008 | Ferro Carril Oeste - San Martín Tucumán 0:1                                                                           |

### Kolejka 23
| Data           | Mecz |
| -------------- | --- |
| 28 lutego 2008 | CA Argentino de Quilmes - CA Platense 1:1                                                                                    |
| 29 lutego 2008 | Ben Hur Rafaela - Almagro Buenos Aires 0:2                                                                                   |
| 1 marca 2008   | Instituto Córdoba - Talleres Córdoba 3:1                                                                                     |
| 1 marca 2008   | Defensa y Justicia Buenos Aires - CAI Comodoro Rivadavia 0:2                                                                 |
| 1 marca 2008   | Almirante Brown Buenos Aires - Unión Santa Fe 0:0                                                                            |
| 2 marca 2008   | Belgrano Córdoba - Godoy Cruz Antonio Tomba 3:0                                                                              |
| 2 marca 2008   | San Martín Tucumán - Tiro Federal Rosario 0:0                                                                                |
| 3 marca 2008   | Independiente Rivadavia Mendoza - Aldosivi Mar del Plata 3:2                                                                 |
| 3 marca 2008   | Chacarita Juniors - Atlético Rafaela 1:0 mecz rozegrany został na stadionie klubu Argentinos Juniors Buenos Aires            |
| 4 marca 2008   | Nueva Chicago Buenos Aires - Ferro Carril Oeste 3:0 mecz rozegrany został na stadionie klubu Argentinos Juniors Buenos Aires |

### Kolejka 24
| Data          | Mecz                                                      |
| ------------- | --------------------------------------------------------- |
| 6 marca 2008  | CA Platense - San Martín Tucumán 0:3                      |
| 8 marca 2008  | Tiro Federal Rosario - Nueva Chicago Buenos Aires 1:1     |
| 8 marca 2008  | Almagro Buenos Aires - CA Argentino de Quilmes 2:1        |
| 8 marca 2008  | Aldosivi Mar del Plata - Ben Hur Rafaela 2:0              |
| 8 marca 2008  | Talleres Córdoba - Independiente Rivadavia Mendoza 1:3    |
| 9 marca 2008  | Atlético Rafaela - Belgrano Córdoba 1:1                   |
| 9 marca 2008  | Unión Santa Fe - Chacarita Juniors 1:0                    |
| 9 marca 2008  | CAI Comodoro Rivadavia - Almirante Brown Buenos Aires 0:0 |
| 10 marca 2008 | Ferro Carril Oeste - Defensa y Justicia Buenos Aires 0:1  |
| 11 marca 2008 | Godoy Cruz Antonio Tomba - Instituto Córdoba 3:0          |

### Kolejka 25
| Data          | Mecz |
| ------------- | --- |
| 13 marca 2008 | CA Argentino de Quilmes - Aldosivi Mar del Plata 0:4                                                                    |
| 14 marca 2008 | Nueva Chicago Buenos Aires - CA Platense 1:1 mecz rozegrany został na stadionie klubu Social Español Buenos Aires       |
| 14 marca 2008 | Ben Hur Rafaela - Talleres Córdoba 1:0                                                                                  |
| 15 marca 2008 | Defensa y Justicia Buenos Aires - Tiro Federal Rosario 2:1                                                              |
| 15 marca 2008 | Almirante Brown Buenos Aires - Ferro Carril Oeste 1:0                                                                   |
| 15 marca 2008 | Chacarita Juniors - CAI Comodoro Rivadavia 2:3 mecz rozegrany został na stadionie klubu Argentinos Juniors Buenos Aires |
| 15 marca 2008 | Belgrano Córdoba - Unión Santa Fe 1:1                                                                                   |
| 16 marca 2008 | Instituto Córdoba - Independiente Rivadavia Mendoza 2:1                                                                 |
| 16 marca 2008 | Godoy Cruz Antonio Tomba - Atlético Rafaela 3:2                                                                         |
| 17 marca 2008 | San Martín Tucumán - Almagro Buenos Aires 2:0                                                                           |

### Kolejka 26
| Data          | Mecz                                                    |
| ------------- | ------------------------------------------------------- |
| 20 marca 2008 | Talleres Córdoba - CA Argentino de Quilmes 2:1          |
| 21 marca 2008 | Independiente Rivadavia Mendoza - Ben Hur Rafaela 1:1   |
| 22 marca 2008 | Ferro Carril Oeste - Chacarita Juniors 1:1              |
| 22 marca 2008 | CA Platense - Defensa y Justicia Buenos Aires 2:0       |
| 22 marca 2008 | Aldosivi Mar del Plata - San Martín Tucumán 1:1         |
| 23 marca 2008 | Unión Santa Fe - Godoy Cruz Antonio Tomba 0:1           |
| 23 marca 2008 | CAI Comodoro Rivadavia - Belgrano Córdoba 1:1           |
| 23 marca 2008 | Tiro Federal Rosario - Almirante Brown Buenos Aires 3:1 |
| 24 marca 2008 | Atlético Rafaela - Instituto Córdoba 4:1                |
| 24 marca 2008 | Almagro Buenos Aires - Nueva Chicago Buenos Aires 2:2   |

### Kolejka 27
| Data          | Mecz |
| ------------- | --- |
| 27 marca 2008 | San Martín Tucumán - Talleres Córdoba 3:0                                                                             |
| 29 marca 2008 | CA Argentino de Quilmes - Independiente Rivadavia Mendoza 3:2                                                         |
| 29 marca 2008 | Nueva Chicago Buenos Aires - Aldosivi Mar del Plata 2:1 mecz rozegrany został na stadionie klubu Ferro Carril Oeste   |
| 29 marca 2008 | Defensa y Justicia Buenos Aires - Almagro Buenos Aires 3:2                                                            |
| 29 marca 2008 | Almirante Brown Buenos Aires - CA Platense 2:0                                                                        |
| 29 marca 2008 | Godoy Cruz Antonio Tomba - CAI Comodoro Rivadavia 2:0                                                                 |
| 30 marca 2008 | Atlético Rafaela - Unión Santa Fe 2:1                                                                                 |
| 31 marca 2008 | Chacarita Juniors - Tiro Federal Rosario 1:2 mecz rozegrany został na stadionie klubu Argentinos Juniors Buenos Aires |
| 31 marca 2008 | Belgrano Córdoba - Ferro Carril Oeste 0:1                                                                             |
| 31 marca 2008 | Instituto Córdoba - Ben Hur Rafaela 2:2                                                                               |

### Kolejka 28
| Data            | Mecz                                                         |
| --------------- | ------------------------------------------------------------ |
| 3 kwietnia 2008 | Aldosivi Mar del Plata - Defensa y Justicia Buenos Aires 3:2 |
| 4 kwietnia 2008 | Independiente Rivadavia Mendoza - San Martín Tucumán 1:0     |
| 5 kwietnia 2008 | Unión Santa Fe - Instituto Córdoba 0:0                       |
| 5 kwietnia 2008 | Ferro Carril Oeste - Godoy Cruz Antonio Tomba 1:0            |
| 5 kwietnia 2008 | CA Platense - Chacarita Juniors 4:0                          |
| 5 kwietnia 2008 | Almagro Buenos Aires - Almirante Brown Buenos Aires 0:0      |
| 5 kwietnia 2008 | Ben Hur Rafaela - CA Argentino de Quilmes 2:1                |
| 6 kwietnia 2008 | CAI Comodoro Rivadavia - Atlético Rafaela 1:0                |
| 6 kwietnia 2008 | Tiro Federal Rosario - Belgrano Córdoba 1:2                  |
| 7 kwietnia 2008 | Talleres Córdoba - Nueva Chicago Buenos Aires 1:0            |

### Kolejka 29
| Data             | Mecz |
| ---------------- | --- |
| 10 kwietnia 2008 | Belgrano Córdoba - CA Platense 1:1                                                                                           |
| 12 kwietnia 2008 | Instituto Córdoba - CA Argentino de Quilmes 2:0                                                                              |
| 12 kwietnia 2008 | Nueva Chicago Buenos Aires - Independiente Rivadavia Mendoza 1:2 mecz rozegrany został na stadionie klubu Ferro Carril Oeste |
| 12 kwietnia 2008 | Defensa y Justicia Buenos Aires - Talleres Córdoba 0:1                                                                       |
| 12 kwietnia 2008 | Almirante Brown Buenos Aires - Aldosivi Mar del Plata 2:1                                                                    |
| 12 kwietnia 2008 | Chacarita Juniors - Almagro Buenos Aires 0:1 mecz rozegrany został na stadionie klubu Argentinos Juniors Buenos Aires        |
| 12 kwietnia 2008 | Godoy Cruz Antonio Tomba - Tiro Federal Rosario 0:0                                                                          |
| 13 kwietnia 2008 | Atlético Rafaela - Ferro Carril Oeste 4:0                                                                                    |
| 13 kwietnia 2008 | Unión Santa Fe - CAI Comodoro Rivadavia 3:1                                                                                  |
| 14 kwietnia 2008 | San Martín Tucumán - Ben Hur Rafaela 2:0                                                                                     |

### Kolejka 30
| Data             | Mecz                                                                  |
| ---------------- | --------------------------------------------------------------------- |
| 17 kwietnia 2008 | Aldosivi Mar del Plata - Chacarita Juniors 0:1                        |
| 19 kwietnia 2008 | Ferro Carril Oeste - Unión Santa Fe 1:0                               |
| 19 kwietnia 2008 | Tiro Federal Rosario - Atlético Rafaela 1:1                           |
| 19 kwietnia 2008 | CA Platense - Godoy Cruz Antonio Tomba 1:1                            |
| 19 kwietnia 2008 | Talleres Córdoba - Almirante Brown Buenos Aires 2:1                   |
| 19 kwietnia 2008 | Independiente Rivadavia Mendoza - Defensa y Justicia Buenos Aires 0:0 |
| 19 kwietnia 2008 | Ben Hur Rafaela - Nueva Chicago Buenos Aires 0:2                      |
| 19 kwietnia 2008 | CA Argentino de Quilmes - San Martín Tucumán 0:0                      |
| 20 kwietnia 2008 | CAI Comodoro Rivadavia - Instituto Córdoba 0:0                        |
| 21 kwietnia 2008 | Almagro Buenos Aires - Belgrano Córdoba 0:1                           |

### Kolejka 31
| Data             | Mecz |
| ---------------- | --- |
| 24 kwietnia 2008 | Chacarita Juniors - Talleres Córdoba 2:1 mecz rozegrany został na stadionie klubu Argentinos Juniors Buenos Aires    |
| 25 kwietnia 2008 | Atlético Rafaela - CA Platense 2:1                                                                                   |
| 26 kwietnia 2008 | Nueva Chicago Buenos Aires - CA Argentino de Quilmes 0:0 mecz rozegrany został na stadionie klubu Ferro Carril Oeste |
| 26 kwietnia 2008 | Defensa y Justicia Buenos Aires - Ben Hur Rafaela 1:0                                                                |
| 26 kwietnia 2008 | Almirante Brown Buenos Aires - Independiente Rivadavia Mendoza 1:0                                                   |
| 26 kwietnia 2008 | Belgrano Córdoba - Aldosivi Mar del Plata 1:1                                                                        |
| 26 kwietnia 2008 | Godoy Cruz Antonio Tomba - Almagro Buenos Aires 1:1                                                                  |
| 27 kwietnia 2008 | Unión Santa Fe - Tiro Federal Rosario 1:2                                                                            |
| 27 kwietnia 2008 | CAI Comodoro Rivadavia - Ferro Carril Oeste 1:2                                                                      |
| 28 kwietnia 2008 | Instituto Córdoba - San Martín Tucumán 0:1                                                                           |

### Kolejka 32
| Data        | Mecz                                                          |
| ----------- | ------------------------------------------------------------- |
| 3 maja 2008 | Ben Hur Rafaela - Almirante Brown Buenos Aires 0:0            |
| 3 maja 2008 | CA Argentino de Quilmes - Defensa y Justicia Buenos Aires 0:1 |
| 3 maja 2008 | Independiente Rivadavia Mendoza - Chacarita Juniors 1:2       |
| 3 maja 2008 | Aldosivi Mar del Plata - Godoy Cruz Antonio Tomba 2:3         |
| 3 maja 2008 | Almagro Buenos Aires - Atlético Rafaela 2:0                   |
| 3 maja 2008 | CA Platense - Unión Santa Fe 1:2                              |
| 3 maja 2008 | Ferro Carril Oeste - Instituto Córdoba 1:0                    |
| 3 maja 2008 | Tiro Federal Rosario - CAI Comodoro Rivadavia 3:2             |
| 3 maja 2008 | Talleres Córdoba - Belgrano Córdoba 0:0                       |
| 5 maja 2008 | San Martín Tucumán - Nueva Chicago Buenos Aires 1:1           |

### Kolejka 33
| Data         | Mecz |
| ------------ | --- |
| 8 maja 2008  | Godoy Cruz Antonio Tomba - Talleres Córdoba 2:1                                                                  |
| 9 maja 2008  | Atlético Rafaela - Aldosivi Mar del Plata 0:1                                                                    |
| 10 maja 2008 | Ferro Carril Oeste - Tiro Federal Rosario 0:0                                                                    |
| 10 maja 2008 | Defensa y Justicia Buenos Aires - San Martín Tucumán 3:1                                                         |
| 10 maja 2008 | Almirante Brown Buenos Aires - CA Argentino de Quilmes 2:0                                                       |
| 10 maja 2008 | Chacarita Juniors - Ben Hur Rafaela 3:1 mecz rozegrany został na stadionie klubu Argentinos Juniors Buenos Aires |
| 10 maja 2008 | Belgrano Córdoba - Independiente Rivadavia Mendoza 0:1                                                           |
| 11 maja 2008 | Unión Santa Fe - Almagro Buenos Aires 2:1                                                                        |
| 11 maja 2008 | CAI Comodoro Rivadavia - CA Platense 3:1                                                                         |
| 12 maja 2008 | Instituto Córdoba - Nueva Chicago Buenos Aires 1:1                                                               |

### Kolejka 34
| Data         | Mecz |
| ------------ | --- |
| 15 maja 2008 | Ben Hur Rafaela - Belgrano Córdoba 1:2                                                                                       |
| 17 maja 2008 | Tiro Federal Rosario - Instituto Córdoba 3:3                                                                                 |
| 17 maja 2008 | Almagro Buenos Aires - CAI Comodoro Rivadavia 2:0                                                                            |
| 17 maja 2008 | Aldosivi Mar del Plata - Unión Santa Fe 0:0                                                                                  |
| 17 maja 2008 | Talleres Córdoba - Atlético Rafaela 1:2                                                                                      |
| 17 maja 2008 | Independiente Rivadavia Mendoza - Godoy Cruz Antonio Tomba 0:1                                                               |
| 17 maja 2008 | CA Argentino de Quilmes - Chacarita Juniors 2:0                                                                              |
| 17 maja 2008 | Nueva Chicago Buenos Aires - Defensa y Justicia Buenos Aires 2:2 mecz rozegrany został na stadionie klubu Ferro Carril Oeste |
| 19 maja 2008 | CA Platense - Ferro Carril Oeste 2:1                                                                                         |
| 19 maja 2008 | San Martín Tucumán - Almirante Brown Buenos Aires 1:1                                                                        |

### Kolejka 35
| Data         | Mecz |
| ------------ | --- |
| 22 maja 2008 | Belgrano Córdoba - CA Argentino de Quilmes 0:2                                                                      |
| 23 maja 2008 | Atlético Rafaela - Independiente Rivadavia Mendoza 4:0                                                              |
| 24 maja 2008 | Instituto Córdoba - Defensa y Justicia Buenos Aires 0:0                                                             |
| 24 maja 2008 | Almirante Brown Buenos Aires - Nueva Chicago Buenos Aires 0:0                                                       |
| 24 maja 2008 | Godoy Cruz Antonio Tomba - Ben Hur Rafaela 0:1                                                                      |
| 24 maja 2008 | Ferro Carril Oeste - Almagro Buenos Aires 0:0                                                                       |
| 25 maja 2008 | Unión Santa Fe - Talleres Córdoba 3:1                                                                               |
| 25 maja 2008 | CAI Comodoro Rivadavia - Aldosivi Mar del Plata 4:2                                                                 |
| 26 maja 2008 | Tiro Federal Rosario - CA Platense 2:1                                                                              |
| 26 maja 2008 | Chacarita Juniors - San Martín Tucumán 2:2 mecz rozegrany został na stadionie klubu Argentinos Juniors Buenos Aires |

### Kolejka 36
| Data           | Mecz |
| -------------- | --- |
| 29 maja 2008   | Ben Hur Rafaela - Atlético Rafaela 2:0                                                                         |
| 31 maja 2008   | CA Platense - Instituto Córdoba 1:1                                                                            |
| 31 maja 2008   | Almagro Buenos Aires - Tiro Federal Rosario 3:3                                                                |
| 31 maja 2008   | Independiente Rivadavia Mendoza - Unión Santa Fe 3:4                                                           |
| 31 maja 2008   | CA Argentino de Quilmes - Godoy Cruz Antonio Tomba 0:0                                                         |
| 31 maja 2008   | Nueva Chicago Buenos Aires - Chacarita Juniors 1:1 mecz rozegrany został na stadionie klubu Ferro Carril Oeste |
| 31 maja 2008   | Defensa y Justicia Buenos Aires - Almirante Brown Buenos Aires 0:0                                             |
| 1 czerwca 2008 | Aldosivi Mar del Plata - Ferro Carril Oeste 3:0                                                                |
| 1 czerwca 2008 | Talleres Córdoba - CAI Comodoro Rivadavia 1:1                                                                  |
| 2 czerwca 2008 | San Martín Tucumán - Belgrano Córdoba 2:0                                                                      |

### Kolejka 37
| Data           | Mecz |
| -------------- | --- |
| 5 czerwca 2008 | Chacarita Juniors - Defensa y Justicia Buenos Aires 1:0 mecz rozegrany został na stadionie klubu Argentinos Juniors Buenos Aires |
| 7 czerwca 2008 | Instituto Córdoba - Almirante Brown Buenos Aires 0:0                                                                             |
| 7 czerwca 2008 | Belgrano Córdoba - Nueva Chicago Buenos Aires 1:1                                                                                |
| 7 czerwca 2008 | Atlético Rafaela - CA Argentino de Quilmes 1:1                                                                                   |
| 7 czerwca 2008 | Unión Santa Fe - Ben Hur Rafaela 1:1                                                                                             |
| 7 czerwca 2008 | Ferro Carril Oeste - Talleres Córdoba 4:1                                                                                        |
| 7 czerwca 2008 | Tiro Federal Rosario - Aldosivi Mar del Plata 3:1                                                                                |
| 7 czerwca 2008 | CA Platense - Almagro Buenos Aires 1:0                                                                                           |
| 8 czerwca 2008 | CAI Comodoro Rivadavia - Independiente Rivadavia Mendoza 0:1                                                                     |
| 9 czerwca 2008 | Godoy Cruz Antonio Tomba - San Martín Tucumán 2:0                                                                                |

### Kolejka 38
| Data           | Mecz |
| -------------- | --- |
| 9 czerwca 2008 | Almagro Buenos Aires - Instituto Córdoba 0:1                                                                                       |
| 9 czerwca 2008 | Aldosivi Mar del Plata - CA Platense 4:2                                                                                           |
| 9 czerwca 2008 | Talleres Córdoba - Tiro Federal Rosario 1:0                                                                                        |
| 9 czerwca 2008 | Independiente Rivadavia Mendoza - Ferro Carril Oeste 0:0                                                                           |
| 9 czerwca 2008 | Ben Hur Rafaela - CAI Comodoro Rivadavia 0:1                                                                                       |
| 9 czerwca 2008 | CA Argentino de Quilmes - Unión Santa Fe 4:3                                                                                       |
| 9 czerwca 2008 | San Martín Tucumán - Atlético Rafaela 1:1                                                                                          |
| 9 czerwca 2008 | Nueva Chicago Buenos Aires - Godoy Cruz Antonio Tomba 1:1 mecz rozegrany został na stadionie klubu Argentinos Juniors Buenos Aires |
| 9 czerwca 2008 | Defensa y Justicia Buenos Aires - Belgrano Córdoba 1:2                                                                             |
| 9 czerwca 2008 | Almirante Brown Buenos Aires - Chacarita Juniors 0:0                                                                               |

### Tabela końcowa Primera B Nacional 2007/08
| Poz | Klub                            | Mecze | Zw | Rem | Por | Pkt | BrZd | BrStr |
| --- | ------------------------------- | ----- | -- | --- | --- | --- | ---- | ----- |
| 1   | San Martín Tucumán              | 38    | 18 | 12  | 8   | 66  | 47   | 28    |
| 2   | Godoy Cruz Antonio Tomba        | 38    | 19 | 8   | 11  | 65  | 54   | 41    |
| 3   | Unión Santa Fe                  | 38    | 15 | 11  | 12  | 56  | 52   | 43    |
| 4   | Belgrano Córdoba                | 38    | 15 | 11  | 12  | 56  | 45   | 41    |
| 5   | Chacarita Juniors               | 38    | 15 | 11  | 12  | 56  | 46   | 45    |
| 6   | CA Argentino de Quilmes         | 38    | 14 | 13  | 11  | 55  | 43   | 36    |
| 7   | Tiro Federal Rosario            | 38    | 14 | 12  | 12  | 54  | 44   | 36    |
| 8   | Atlético Rafaela                | 38    | 14 | 11  | 13  | 53  | 49   | 44    |
| 9   | CAI Comodoro Rivadavia          | 38    | 14 | 9   | 15  | 51  | 48   | 52    |
| 10  | Ferro Carril Oeste              | 38    | 13 | 12  | 13  | 51  | 40   | 44    |
| 11  | Aldosivi Mar del Plata          | 38    | 13 | 9   | 16  | 48  | 54   | 47    |
| 12  | Independiente Rivadavia Mendoza | 38    | 13 | 8   | 17  | 47  | 50   | 51    |
| 13  | Talleres Córdoba                | 38    | 13 | 7   | 18  | 46  | 48   | 64    |
| 14  | Almagro Buenos Aires            | 38    | 12 | 10  | 16  | 43  | 40   | 49    |
| 15  | Instituto Córdoba               | 38    | 9  | 16  | 13  | 43  | 32   | 46    |
| 16  | Defensa y Justicia Buenos Aires | 38    | 11 | 10  | 17  | 43  | 32   | 49    |
| 17  | CA Platense                     | 38    | 9  | 15  | 14  | 42  | 45   | 55    |
| 18  | Almirante Brown Buenos Aires    | 38    | 15 | 14  | 9   | 41  | 42   | 26    |
| 19  | Ben Hur Rafaela                 | 38    | 9  | 11  | 18  | 38  | 29   | 46    |
| 20  | Nueva Chicago Buenos Aires      | 38    | 12 | 16  | 10  | 34  | 47   | 44    |

- klubowi Nueva Chicago Buenos Aires odjęto 18 punktów z powodu incydentów, do jakich doszło podczas barażu rozegranego w sezonie 2006/07 z klubem CA Tigre, które doprowadziły do wypadku śmiertelnego
- klubowi Almirante Brown Buenos Aires odjęto 18 punktów
- klubowi Almagro Buenos Aires odjęto 3 punkty

### Klasyfikacja strzelców bramek
| Gole | Piłkarz        | Klub                 |
| ---- | -------------- | -------------------- |
| 21   | Leandro Zárate | Unión Santa Fe       |
| 18   | Cristian Milla | Chacarita Juniors    |
| 16   | Leandro Armani | Tiro Federal Rosario |
| 16   | Luis Salmerón  | Ferro Carril Oeste   |

## Mecze barażowe o awans do I ligi
| Data            | Mecz                                                                                      |
| --------------- | ----------------------------------------------------------------------------------------- |
| 25 czerwca 2008 | Belgrano Córdoba - Racing Club de Avellaneda 1:1 Matías Gigli 76 - Facundo Sava 14        |
| 25 czerwca 2008 | Unión Santa Fe - Gimnasia y Esgrima Jujuy 1:1 Juan José Serrizuela 44 - César Carranza 34 |
| 29 czerwca 2008 | Racing Club de Avellaneda - Belgrano Córdoba 1:0 Maximiliano Moralez 10                   |
| 29 czerwca 2008 | Gimnasia y Esgrima Jujuy - Unión Santa Fe 1:0 Juan José Arraya 69                         |

Belgrano Cordoba i Unión Santa Fe pozostały w drugiej lidze.

## Tabela spadkowa
O tym, które kluby drugoligowe spadną do III ligi decydował dorobek punktowy w przeliczeniu na jeden rozegrany mecz uzyskany przez kluby w ostatnich trzech sezonach.
| Poz | Klub                            | 2005/06 pkt/m | 2006/07 pkt/m | 2007/08 pkt/m | Razem pkt/mecze | Średnia |
| --- | ------------------------------- | ------------- | ------------- | ------------- | --------------- | ------- |
| 1   | Godoy Cruz Antonio Tomba        | 63/38         | 0/0           | 65/38         | 128/76          | 1.684   |
| 2   | Belgrano Córdoba                | 62/38         | 0/0           | 56/38         | 118/76          | 1.553   |
| 3   | Chacarita Juniors               | 60/38         | 61/38         | 56/38         | 177/114         | 1.553   |
| 4   | Atlético Rafaela                | 53/38         | 68/38         | 53/38         | 174/114         | 1.526   |
| 5   | San Martín Tucumán              | 0/0           | 44/38         | 66/38         | 110/76          | 1.447   |
| 6   | CA Argentino de Quilmes         | 0/0           | 0/0           | 55/38         | 55/38           | 1.447   |
| 7   | Unión Santa Fe                  | 46/38         | 57/38         | 56/38         | 159/114         | 1.395   |
| 8   | CA Platense                     | 0/0           | 61/38         | 42/38         | 103/76          | 1.355   |
| 9   | Defensa y Justicia Buenos Aires | 51/38         | 57/38         | 43/38         | 151/114         | 1.325   |
| 10  | Almagro Buenos Aires            | 52/38         | 49/38         | 43/38         | 144/114         | 1.263   |
| 11  | Aldosivi Mar del Plata          | 48/38         | 45/38         | 48/38         | 141/114         | 1.237   |
| 12  | Independiente Rivadavia Mendoza | 0/0           | 0/0           | 47/38         | 47/38           | 1.237   |
| 13  | CAI Comodoro Rivadavia          | 44/38         | 45/38         | 51/38         | 140/114         | 1.228   |
| 14  | Tiro Federal Rosario            | 0/0           | 39/38         | 54/38         | 93/76           | 1.224   |
| 15  | Ferro Carril Oeste              | 43/38         | 39/38         | 51/38         | 133/114         | 1.167   |
| 16  | Nueva Chicago Buenos Aires      | 54/38         | 0/0           | 34/38         | 88/76           | 1.158   |
| 17  | Instituto Córdoba               | 0/0           | 43/38         | 43/38         | 86/76           | 1.132   |
| 18  | Talleres Córdoba                | 55/38         | 26/38         | 46/38         | 127/114         | 1.114   |
| 19  | Ben Hur Rafaela                 | 50/38         | 36/38         | 38/38         | 124/114         | 1.088   |
| 20  | Almirante Brown Buenos Aires    | 0/0           | 0/0           | 41/38         | 41/38           | 1.079   |

Do trzeciej ligi spadły bezpośrednio dwa ostatnie w tabeli kluby. Ponadto w barażach o utrzymanie się w II lidze wystąpiły dwa kluby - najsłabszy klub spośród klubów prowincjonalnych (Interior) oraz najsłabszy spośród klubów stołecznych (Metropolitano).
Bezpośrednio do drugiej ligi awansowali mistrzowie III ligi - mistrz III ligi stołecznej (Primera C Metropolitana) CA All Boys oraz mistrz III ligi prowincjonalnej (Torneo Argentino A) Atlético Tucumán.

### Baraże o utrzymanie się w II lidze
| Data            | Mecz |
| --------------- | --- |
| 21 czerwca 2008 | Los Andes Buenos Aires - Nueva Chicago Buenos Aires 1:0                                                                          |
| 22 czerwca 2008 | Racing Córdoba - Talleres Córdoba 1:2                                                                                            |
| 28 czerwca 2008 | Nueva Chicago Buenos Aires - Los Andes Buenos Aires 0:2 mecz rozegrany został na stadionie klubu Argentinos Juniors Buenos Aires |
| 28 czerwca 2008 | Talleres Córdoba - Racing Córdoba 1:1                                                                                            |

Klub Nueva Chicago Buenos Aires spadł do III ligi (Primera C Metropolitana), a na jego miejsce awansował klub Los Andes Buenos Aires (zwycięzca trzecioligowego turnieju Reducido). Klub Talleres Córdoba obronił swój drugoligowy byt.